# ناديا إيجافيني
نادية إيجافيني (ولدت في 8 نوفمبر 1977 في الرباط) عداءة مسافات طويلة مغربية المولد. قررت الهجرة إلى البحرين في عام 2003 ثم حصلت على الجنسية الإيطالية عن طريق الزواج في عام 2009.

## المسيرة الرياضية
حصلت على المركز الرابع في سباق 5000 متر في بطولة العالم للناشئين لألعاب القوى 1998. فازت في سباق نصف الماراثون في دورة الألعاب العربية 1999 باسم المغرب. فازت بذهبية سباق جيرو دي كاستلبونو في عام 2002.
شاركت نادية في بطولة العالم لاختراق الضاحية في عامي 2003 و2004 وفي سباق الماراثون في بطولة العالم في عامي 2003 و2005. كما أنها شاركت في سباق الماراثون في دورة الألعاب الأولمبية الصيفية لعام 2004 و2008 ولكنها لم تكمل أي سباق. حلت رابعة في سباق 5000 متر في دورة الألعاب الآسيوية 2006.
استمتعت بتحقيق الكثير من النجاح في عام 2006: فازت بسباقات تيلبورخ عشرة أميال وديسيميليا ديل جاردا وباريلوب وسيركيتو بوديستيكو ونصف ماراثون روما أوستيا. كما حققت الفوز في سباقات 10 كيلو متر في كوريدا دي لانغو وكوريدا دي هويلز الفرنسيان في عامي 2006 و2007.
باسم البحرين حصلت على الميدالية الفضية في سباق 5000 متر والميدالية البرونزية في سباق 10000 متر في دورة الألعاب العسكرية 2007 كما حصلت على الميدالية البرونزية في بطولة آسيا لاختراق الضاحية عام 2007. في دورة الألعاب العربية 2007 حصلت على الميدالية الذهبية في سباق 10000 متر.
حصلت على الجنسية الإيطالية في سبتمبر 2009 عن طريق الزواج. فازت في نفس السنة ببطولة سباق كانت تلك السنة الفائز في الحلقة الواحدة في أوترخت الهولندية. فازت بأول لقب وطني لها في بطولة إيطاليا لألعاب القوى 2011 في سباق 10000 متر. حلت ثانية في بطولة عبر ديلا فالاغارينا لاختراق الضاحية في يناير 2011 خلف الإثيوبية فينتي أليمو بيرتوكان. مثلت إيطاليا دوليا للمرة الأولى في بطولة العالم لاختراق الضاحية عام 2011 حيث حلت في المركز الرابع والثلاثين. في الشهر التالي شاركت في سباق 10 كيلو متر في بطولة ركض أيرلندا العظمى حيث حلت ثالثة.
فازت ببطولة نصف ماراثون كريمونا في أكتوبر بزمن قدره 01:08:27 ساعة وهو الأفضل لها في مسيرتها الرياضية كما حطمت الرقم القياسي الشخصي في سباق الماراثون بتحقيقها زمن قدره 02:26:15 ساعة حيث حلت سادسة في ماراثون فرانكفورت. في بطولة وادي يوديو الدولي لاختراق الضاحية في نوفمبر حققت المركز الأول بفارق نصف دقيقة عن وصيفتها. كانت مرشحة لصعود منصة التتويج في بطولة أوروبا لاختراق الضاحية 2011 ولكنها حلت رابعة خلف صاحبة المركز الثالث البريطانية جيما ستيل. في بطولة فينتا دى بانوس الدولي لاختراق الضاحية حلت وصيفة للكينية بريسكا جيبليتينج. في آخر سباق تخوضه في تلك السنة حلت رابعة في سباق طريق سان سيلفستر البرازيلي. حطمت رقمها القياسي في سباق 10 كيلو متر بزمن قدره 31:52 دقيقة بحلولها ثانية في بطولة مانشستر الكبرى في مايو 2012 خلف الكينية لينيت ماساي.

## الأرقام الشخصية
- 5000 متر - 15:16.54 دقيقة (2012)
- 10,000 متر - 31:45:14 دقيقة (2012)
- نصف الماراثون - 1:08:27 ساعة (2011)
- الماراثون - 2:26:15 ساعة (2011)

## الإنجازات
| العام        | البطولة                            | الملعب                 | المركز      | السباق             | الملاحظات           |
| مثلت المغرب  | مثلت المغرب                        | مثلت المغرب            | مثلت المغرب | مثلت المغرب        | مثلت المغرب         |
| ------------ | ---------------------------------- | ---------------------- | ----------- | ------------------ | ------------------- |
| 1998         | بطولة العالم للناشئين لألعاب القوى | آنسي، فرنسا            | —           | 5000 متر           | استبعدت (الخطأ 141) |
| مثلت البحرين |                                    |                        |             |                    |                     |
| 2003         | بطولة العالم لألعاب القوى          | باريس                  | 44          | الماراثون          | 2:38:39 ساعة        |
| 2004         | الألعاب الأولمبية الصيفية          | أثينا                  | —           | الماراثون          | لم تكمل             |
| 2005         | بطولة العالم لألعاب القوى          | هلسنكي                 | 41          | الماراثون          | 2:41:51 ساعة        |
| 2006         | دورة الألعاب الآسيوية              | الدوحة، قطر            | 4           | 5000 متر           | 15:45.43 دقيقة      |
| 2007         | دورة الألعاب العربية               | القاهرة، مصر           | 1           | 10000 متر          | 32:29.53 دقيقة      |
| 2008         | الألعاب الأولمبية الصيفية          | بكين، الصين            | —           | الماراثون          | لم تكمل             |
| مثلت إيطاليا |                                    |                        |             |                    |                     |
| 2011         | بطولة العالم للعدو الريفي          | بونتا أومبريا، إسبانيا | 34          | سباق الكبار (8 كم) | 27:03 دقيقة         |
| 2012         | بطولة أوروبا لألعاب القوى          | هلسنكي، فنلندا         | 6           | 5000 متر           | 15:16.54 دقيقة      |
| 2012         | بطولة أوروبا لألعاب القوى          | هلسنكي، فنلندا         | —           | 10000 متر          | لم تكمل             |
| 2012         | الألعاب الأولمبية الصيفية          | لندن، المملكة المتحدة  | التصفيات    | 5000 متر           | 15:24.70 دقيقة      |
| 2012         | الألعاب الأولمبية الصيفية          | لندن، المملكة المتحدة  | 18          | 10000 متر          | 31:57.03 دقيقة      |

## روابط خارجية
- ناديا إيجافيني على موقع الاتحاد الدولي لألعاب القوى (الإنجليزية)
- ناديا إيجافيني على موقع الاتحاد الإيطالي لألعاب القوى (الإيطالية)
- ناديا إيجافيني على موقع أوليمبيديا (الإنجليزية)